# Valongo (Avis)
Valongo ist ein Ort und eine ehemalige Gemeinde (Freguesia) im portugiesischen Kreis Avis. In der Gemeinde lebten 257 Einwohner (Stand 30. Juni 2011).
Am 29. September 2013 wurden die Gemeinden Valongo und Benavila  zur neuen Gemeinde União das Freguesias de Benavila e Valongo zusammengefasst.